# Boychukismo

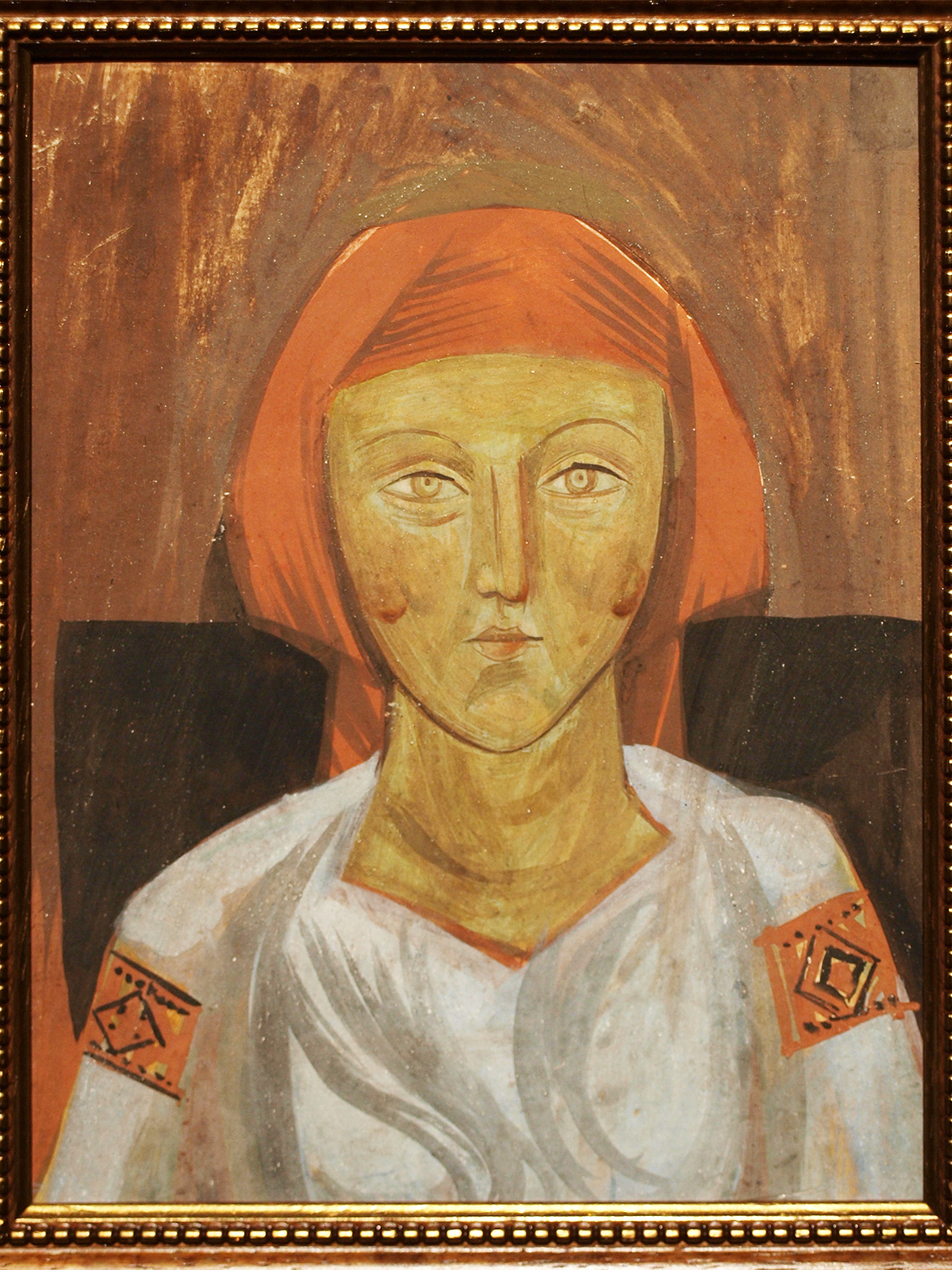
«Donna ucraina», Mykhailo Boychuk, anni dieci del XX secolo

Il Boychukismo è un fenomeno e movimento artistico-culturale della Storia dell'arte ucraina, sviluppato tra gli anni dieci e trenta del XX secolo. Si distingue per il suo stile monumentale sintetico.
L'idea alla base del movimento era quella di sviluppare una nuova arte richiamando le tradizioni della pittura monumentale bizantina, italiana e la pittura di icone della Rus' del Medioevo, come fonte primaria nella creazione di una pittura nazionale ucraina.
Il nome deriva dal nome del fondatore del movimento: Mychajlo Bojčuk, un muralista e artista grafico. Bojchuk, così come molti altri artisti, nella sua carriera si occupò di propaganda sovietica e promosse il comunismo. Tuttavia fu etichettato come "nazionalista borghese" da Joseph Stalin e fu giustiziato nel 1937.
Alla fine del 1925, l'Associazione di Arte Rivoluzionaria Ucraina (ARIU) viene fondata a Kyiv, unendo i Boychukisti.

## Galleria d'immagini

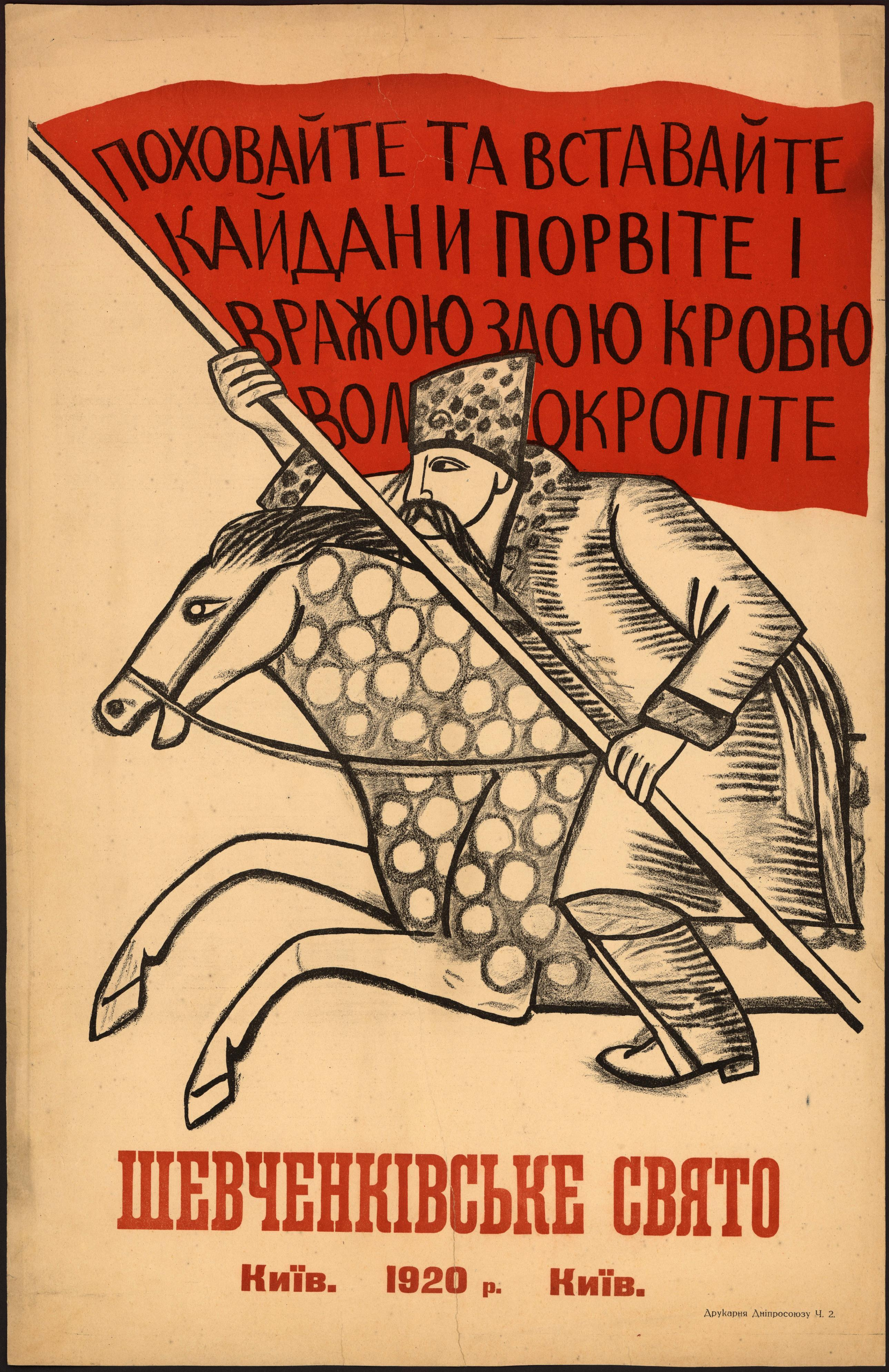
Mikhail Boychuk, "Vacanze di Shevchenko" ,1920
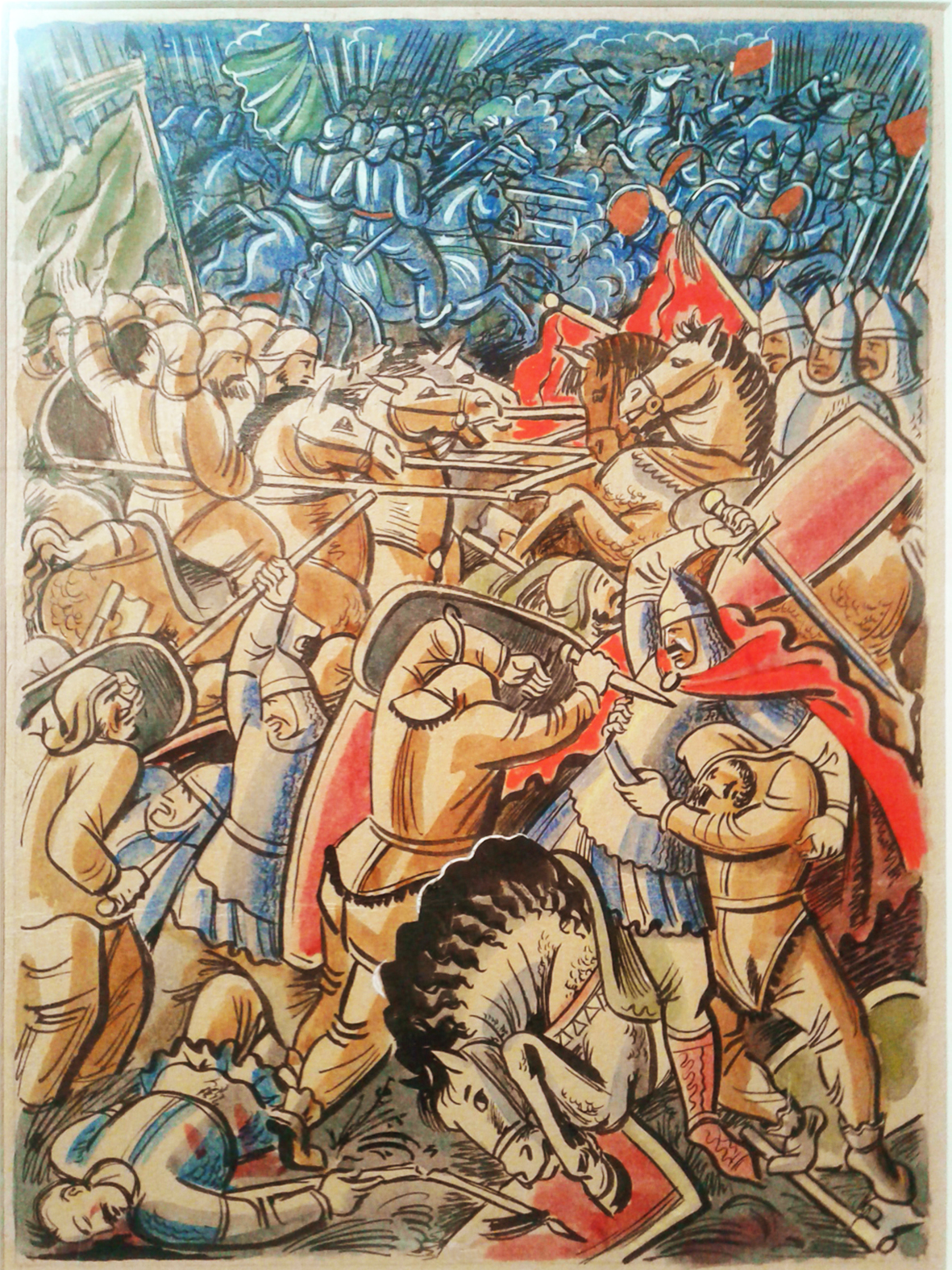
M. Padalka. Bozzetto di una illustrazione per “La storia della campagna di Igor” ,1928.
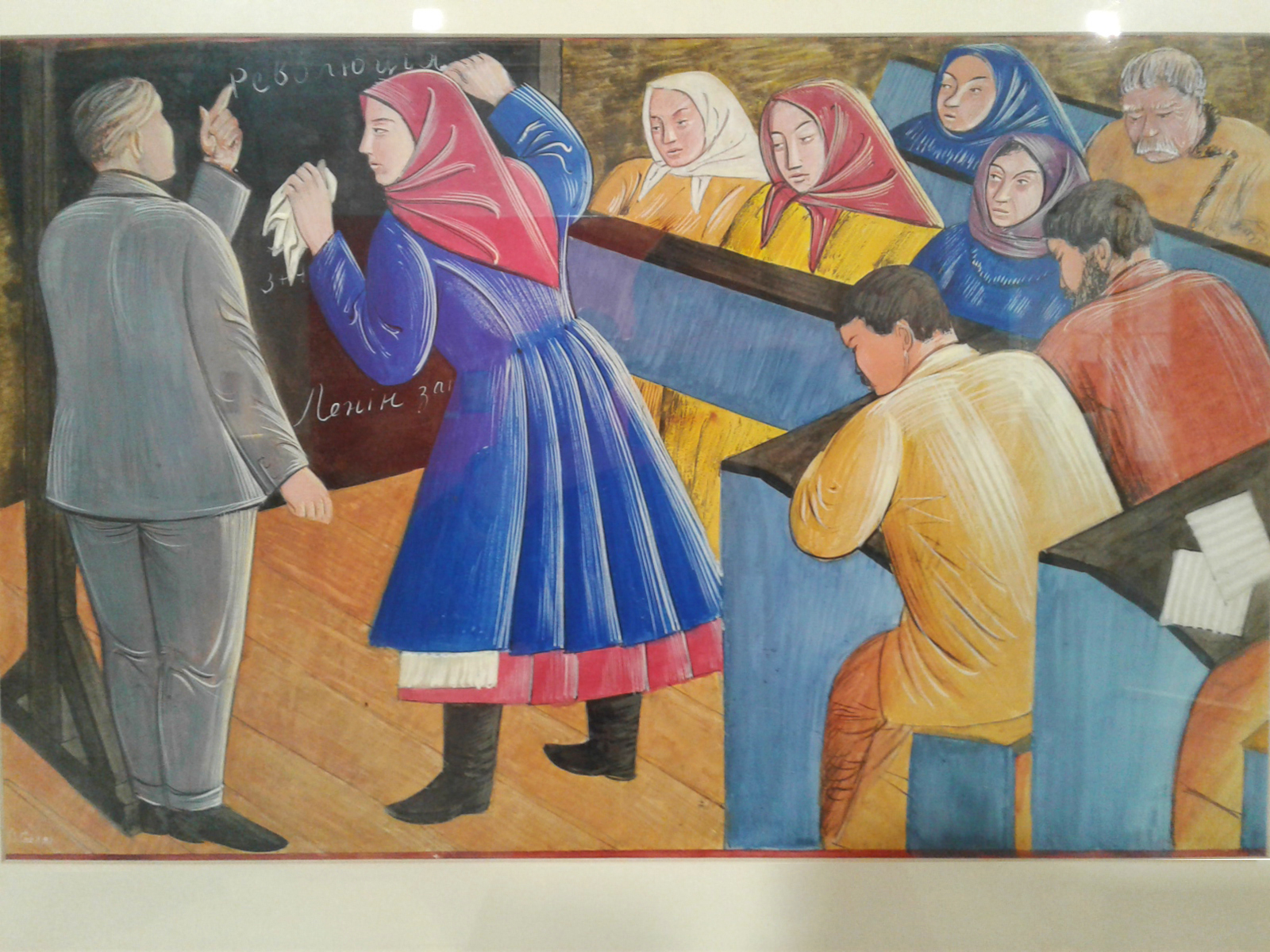
Sedlyar, Vasily Teofanovich, “Alla scuola dei programmi educativi”, fine anni '20 del XX secolo.
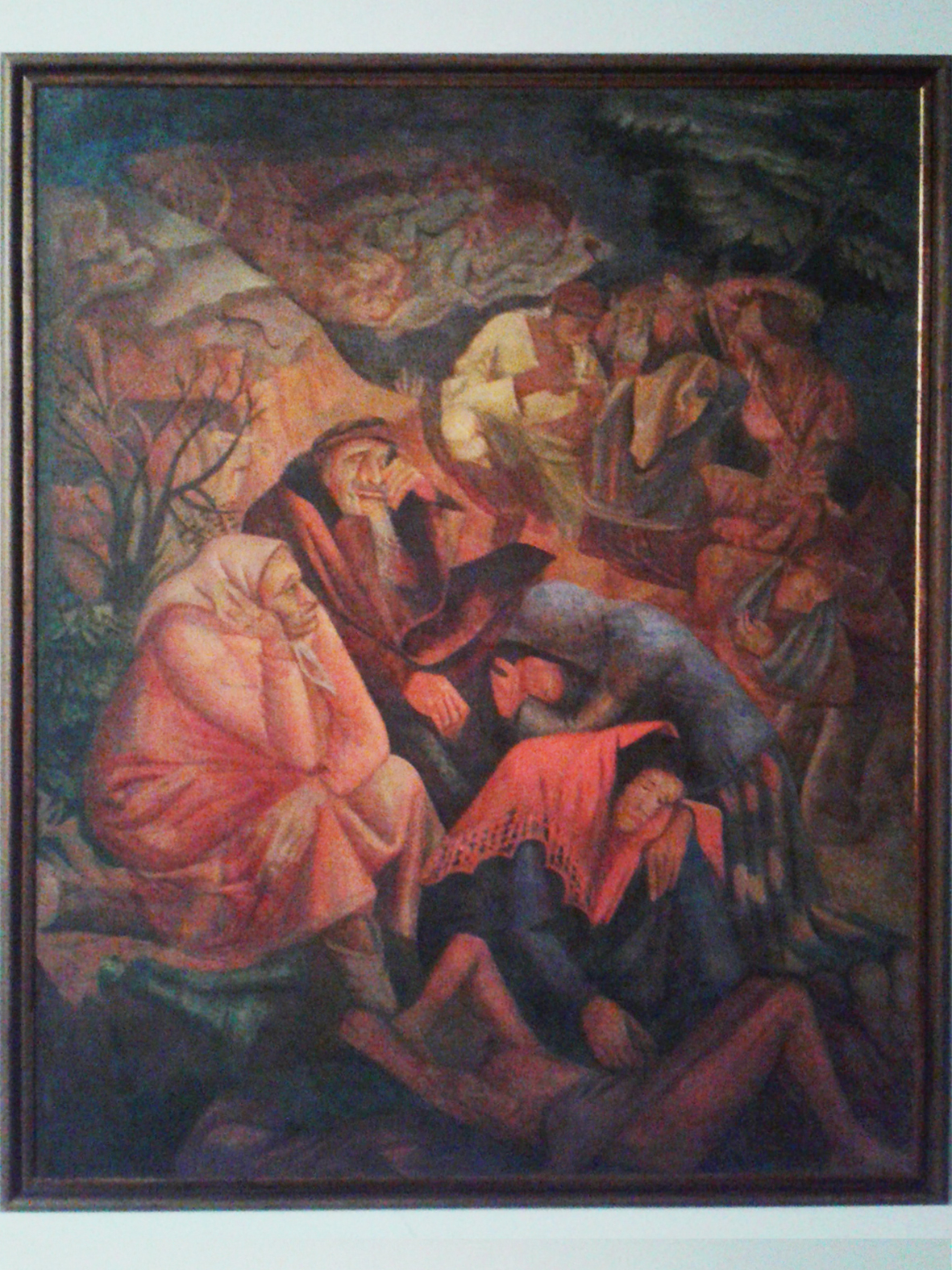
Shekhtman, Manuil Iosifovich “Pogrom giudaico”, 1926.
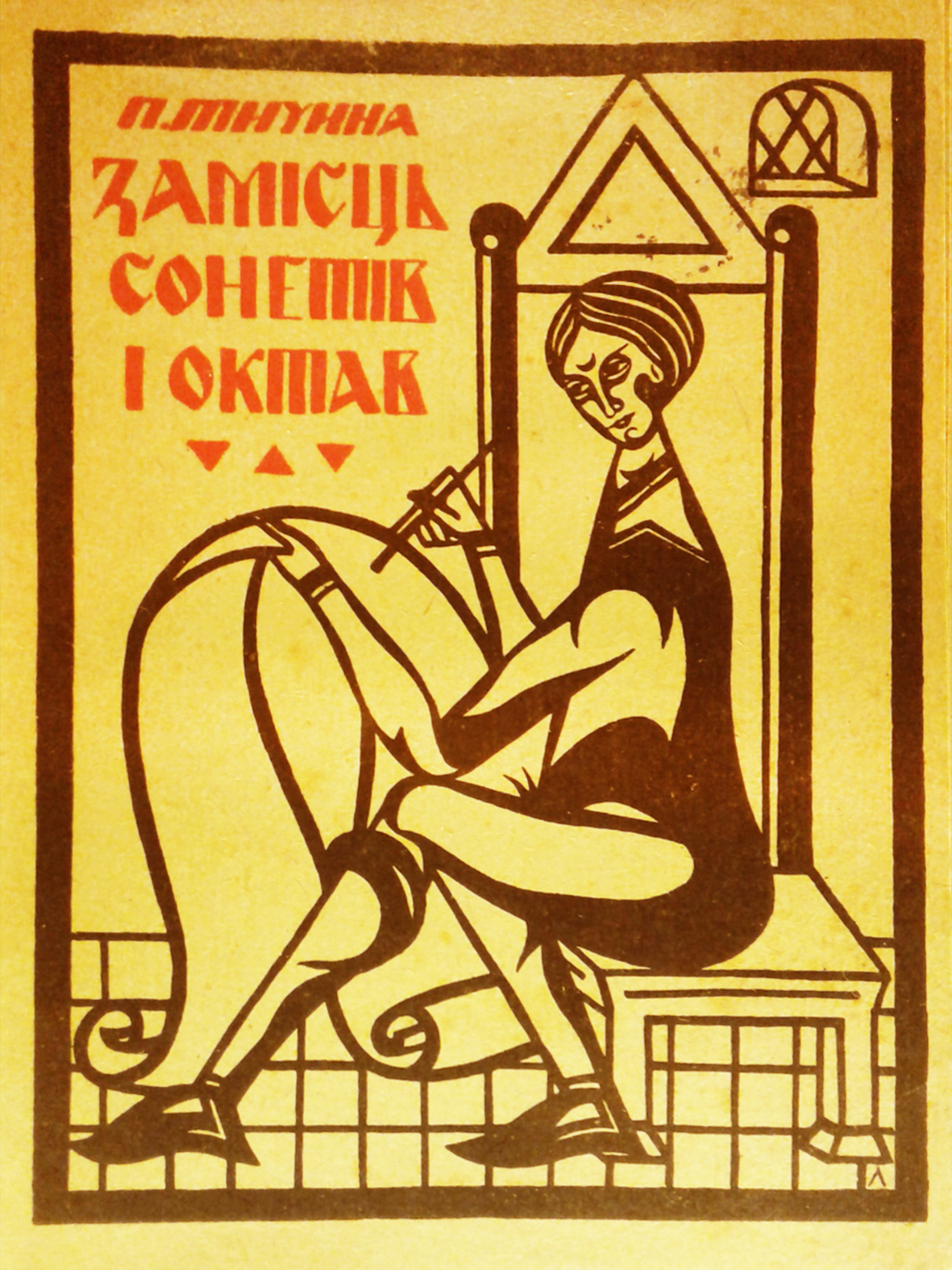
Tychina, Pavel Grigorievich, “Al posto di sonetti e ottave”, 1920
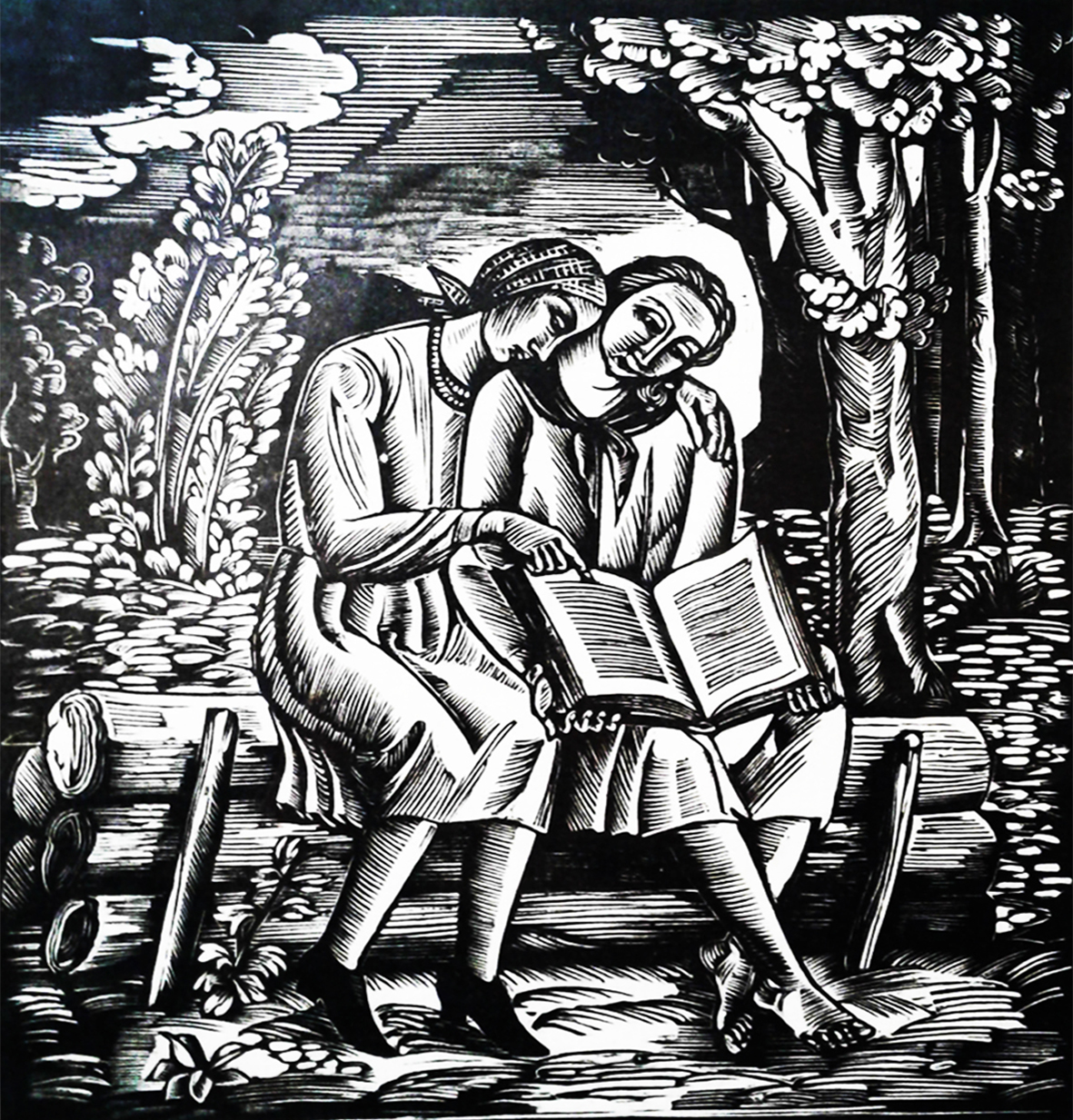
Nalepinskaya-Boychuk, Sofya Alexandrovna, “Ragazze con un libro”, 1927
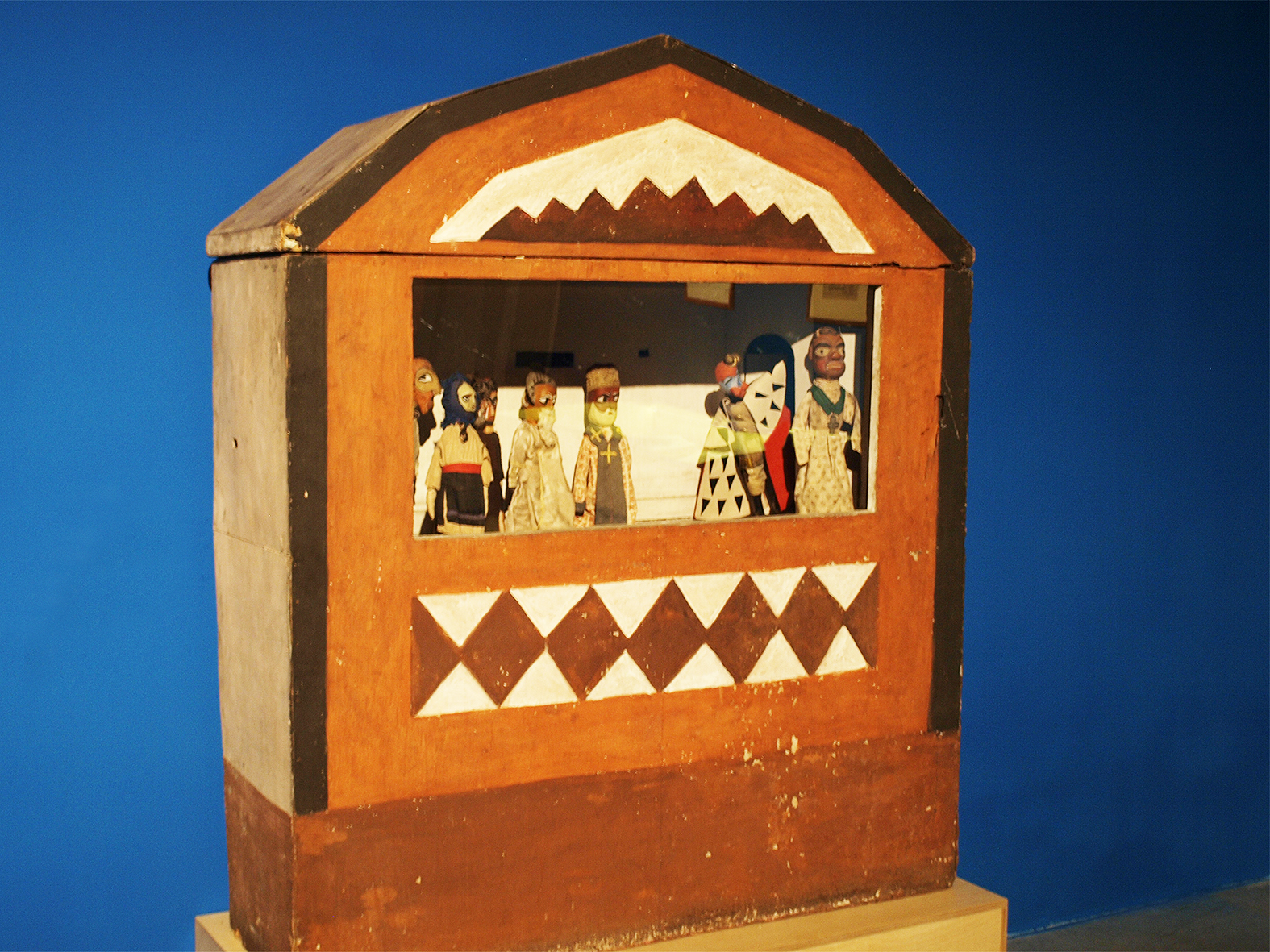
Mezhyhirya, "Scena di natività", 1923